# Stiegenanlagen am Alsergrund
Der 9. Wiener Gemeindebezirk, der Alsergrund, weist eine steile Topographie auf. Das Gefälle besteht zwischen den Ausläufern der Stadtterrasse (aus eiszeitlichen Schotterablagerungen entstanden) und dem Schwemmland der Donau, die über die Jahrhunderte immer wieder neue Seitenarme ausbildete. Die heutige Begrenzung des Donaukanals stammt aus dem 18. Jahrhundert. Die größten Höhenunterschiede bestehen westlich der Liechtensteinstraße bzw. östlich von Währinger Straße und Nussdorfer Straße. Am Alsergrund befindet sich auch die bekannteste Stiegenanlage Wiens: die Strudlhofstiege.
| Foto |                 | Baujahr | Name                                                                   | Standort                | Beschreibung | Metadaten                                            |
| ---- | --------------- | ------- | ---------------------------------------------------------------------- | ----------------------- | --- | ---------------------------------------------------- |
| ja   | Datei hochladen |         | Himmelpfortstiege                                                      | Standort                | An dieser Stelle ist schon seit 1733 eine Stiegenanlage belegt. Sie wurde nach der ehemaligen Vorstadt Himmelpfortgrund benannt. Die heutige Anlage stammt aus der Mitte des 20. Jahrhunderts. Sie verläuft im oberen Stück geradlinig, ab der Mitte diagonal zwischen drei Rampen. | P84(Architekt): P131(Ort):                           |
| ja   | Datei hochladen | 1910    | Strudlhofstiege HERIS-ID: 14762 Objekt-ID: 11000 Wien Kulturgut: 45143 | Strudlhofgasse Standort | Die Stiege befindet sich im Zuge der Strudlhofgasse und wurde bei der ab 1907 erfolgten Verlängerung der Gasse zur Liechtensteinstraße von Theodor Johann Jaeger im Auftrag der Wiener Stadtverwaltung angelegt. Die Stiege weist mehrere Rampen auf, an ihrem unteren Ende befindet sich ein Brunnen (siehe auch Liste der Kunstwerke im öffentlichen Raum in Wien/Alsergrund). Sie wurde im Roman Die Strudlhofstiege oder Melzer und die Tiefe der Jahre von Heimito von Doderer literarisch verewigt, was sie zur bekanntesten Stiegenanlage Wiens macht. | P84(Architekt): P131(Ort):Alsergrund Region-ISO:AT-9 |
| ja   | Datei hochladen |         | Thurnstiege                                                            | Standort                | Die ursprüngliche Stiege wurde 1901 erbaut und 2005 durchgreifend umgestaltet. Sie ist eine Kombination aus Treppen und einer Rampe, die vor allem in Hinsicht auf Barrierefreiheit gestaltet wurde. | P84(Architekt): P131(Ort):                           |
| ja   | Datei hochladen | 1907    | Vereinsstiege HERIS-ID: 13875 Objekt-ID: 10090                         | Standort                | Die erste Stiege an dieser Stelle hat 1845 ein Wohltätigkeitsverein, der eine Kinderbewahranstalt stiftete, erbauen lassen. Sie wurde 1907 als gerade Podeststiege erneuert, ein bemerkenswertes Element sind die secessionistischen Kandelaber. | P84(Architekt): P131(Ort):Alsergrund Region-ISO:AT-9 |
| ja   | Datei hochladen |         | Stiege zur Bindergasse                                                 | Standort                | Die Stiegenanlage führt von der Nussdorfer Straße (zwischen 28 und 30) zur dort beginnenden Bindergasse. | P84(Architekt): P131(Ort):                           |
| ja   | Datei hochladen |         | Stiege in der Pfluggasse                                               | Standort                | Eine Stiege befindet sich auch in der Pfluggasse zwischen den Häusern 5 und 6. | P84(Architekt): P131(Ort):                           |

Unter Denkmalschutz stehen Strudlhof- und Vereinsstiege. Weitere Stiegen gibt es im Bereich des Donaukanals als Verbindungen vom Straßenniveau zu den dortigen Uferpromenaden.